# NGC 6134
NGC 6134 (другие обозначения — OCL 968, ESO 226-SC9) — рассеянное скопление в созвездии Наугольник.
Этот объект входит в число перечисленных в оригинальной редакции «Нового общего каталога».